# Gheorghe D. Anghel

Bustul lui Ciprian Porumbescu din Parcul Herăstrău, București

Statuia lui Mihai Eminescu, bronz, 1965, în fața Ateneului Român

Gheorghe D. Anghel (n. 22 august 1904, Turnu Severin, România – d. 9 aprilie 1966, București, România) a fost un sculptor român.

## Biografie
După ce frecventează la Școala de Arte Frumoase din București (1923) cursurile sculptorului Dimitrie Paciurea, Anghel își definitivează formația la Paris (1924-1937) sub îndrumarea lui Antoine Injalbert. Aici are ocazia să viziteze atelierul lui Brâncuși și face studii în muzee și expoziții, fiind interesat de monumentele vechii arhitecturi și sculpturi franceze. Gustul pentru formele riguroase și expresive îi este alimentat de zestrea artistică românească primită prin lecțiile lui Paciurea, de patrimoniul cultural medieval francez, ca și de preocupările artiștilor neoclasici sau de arta unor sculptori francezi moderni ca Rodin, Bourdelle, Maillol, Despiau. Astfel de filiații culturale la care ajunge pe calea propriilor sale convingeri îl vor face să evolueze pe un alt drum decât Brâncuși. Anghel nu respinge experiențele impresionismului în sculptură, nu consideră ca "impur" modelajul încărcat de senzații. El păstrează în portret - gen ce l-a preocupat întreaga viață - un ideal clasic, în sensul structurii durabile a ființei umane, al unei robusteți interioare de nedezmițită claritate.
Viziunea sa realistă a perenității îl face să lucreze în general în bronz și numai foarte rar în piatră (bustul lui Enescu de la Ateneul Român). Amestec de austeritate și spontaneitate, operele sale au în ele o atitudine solemnă, departe însă de grandilocvență.
Capodoperele sculpturii sale sunt statuia lui Theodor Pallady, aflată în colecția muzeului din Craiova, și statuia lui Mihai Eminescu din fața Ateneului Român.

## Expoziții personale
- 1940 - Paris;
- 1943 - Sala Dalles, București;
- 1945 - Sala Dalles, București;
- 1956 - București;
- 1966 - Sala Dalles, București;
- 1967 - Craiova.

## Expoziții colective
- 1932, 1935 - Salonul oficial francez, Paris;
- 1933 - Salonul Independenților, Paris;
- 1940, 1944, 1945, 1947 - Salonul Oficial, București;
- 1948 - Expoziția anuală de stat, București;
- 1954 - Bienala de la Veneția;
- 1955, 1956, 1957 - Expoziția interregională, București;
- 1958 - Expoziția de artă, Moscova;
- 1960 - Expoziția de arta românească: Bratislava, Praga, Cairo, Alexandria, Atena, Leningrad, Moscova;
- 1961 - Expoziția de arta românească: Paris, Ankara, Istanbul, Damasc, Sofia;
- 1968 - Expoziția de la Conferința pe țară a UAP;
- 1972 - Muzeul Național de arta, București;
- 1978 - "100 de ani de arta româneasca", Londra;
- 1979 - Muzeul Național de arta, București.

## Lucrări de artă monumentală
- 1929 - Bustul în gips al actorului de origine română Jean Yonnel, Foaierul Comediei Franceze, Paris, Franța (în 1964 îl va aduce de la Paris și îl va relua în bronz);
- 1937 - I. H. Paulian, Turnu Severin;
- 1938 - Theodor Pallady, Muzeul din Craiova;
- 1939 - Cărturarul (statuie monumentală);
- 1943 - George Enescu, bust;
- 1945 - George Enescu, statuie în piatră, în prezent - Rotonda Ateneului Român, București;
- 1948 - Nicolae Bălcescu, portret în bronz;
- 1949 - Pictorul, proiect de statuie monumentală (ulterior acesta a fost distrus);
- 1951 - Valentin Gheorghiu, muzician, portret;
- 1954 - Ion Andreescu și Ștefan Luchian, pictori, statui monumentale, expuse provizoriu în fața Muzeului Simu;
  - - D. Ghiață, pictor, bust (în 1955 este expus provizoriu la Muzeul de Artă din Craiova);
  - - Rugăciune, statuie în bronz;
- 1955 - Gh. Dumitrescu, compozitor, bust;
- 1956 - George Enescu, Liveni, Botoșani;
  - - Nud, lucrare în bronz, a fost expus la Muzeul de Artă Craiova, Muzeul de Artă din Galați și Muzeul de Artă din Cluj, iar în prezent se află ?;
- 1957 - Dinu Lipatti, bust, expus în fața Ateneului Român pentru două zile, însă compoziția era realizată pentru Conservatorul din Paris și pentru că în locul acesteia a fost trimisă lucrarea unui alt sculptor Gheorghe D. Anghel decide să o distrugă;
- 1958 - Mihai Eminescu, Botoșani;
  - - Ștefan Luchian, portret în bronz;
- 1960 - Theodor Pallady, monument, expus în fosta sală Universul;
  - - Irinel Luciu, dansatoare, portret;
- 1961 - Maternitate (varianta în genunchi) și Moartea poetului, ambele compoziții în bronz;
- 1962 - Din viața unui geniu, triptic în bronz;
- 1963 - Muzica, statuie alegorică;
- 1964 - Emil Racoviță, savant, bust, stațiunea Banyuls-Sur-Mer, Laboratorul Arago, Franța;
- 1965 - Mihai Eminescu, statuie monumentală în bronz, Ateneul Român, București.
  - - Medea Niculescu, portret, Paris;
  - - medalia Solange d'Herbez de la Tour, Paris.

## Premii
- 1940 - premiul "Anastase Simu";
- 1946 - premiul I al Salonului Oficial;
- 1947 - premiu Meritul Cultural;
- 1954 - Ordinul Muncii clasa a III-a „pentru merite deosebite pe tărîmul construcției de stat, economice, sociale și culturale, cu ocazia celei de a zecea aniversări a eliberării patriei noastre”[7]
- 1957 - titlul de Maestru emerit al artei din Republica Populară Romînă „pentru merite deosebite în activitatea artistică, pedagogică, precum și în munca din alte domenii ale culturii”[8]
- 1964 - Ordinul Muncii clasa a II-a „pentru merite deosebite în opera de construire a socialismului, cu prilejul celei de a XX-a aniversări a eliberării patriei”[9]
- 1966 - titlul de Artist al Poporului din Republica Socialistă România „pentru activitate îndelungată și merite deosebite în domeniul artelor plastice”[10]